# جلان ليفينغستون
جلان ليفينغستون (بالإنجليزية: Glen Livingstone)‏ هو لاعب كرة قدم بريطاني في مركز حراسة المرمى، ولد في 13 أكتوبر 1972. لعب مع أستون فيلا ونادي تشيلتنهام تاون لكرة القدم ونادي والسول.

## وصلات خارجية
- جلان ليفينغستون على موقع الاتحاد الدولي (مؤرشف)  (الإنجليزية)
- جلان ليفينغستون على موقع قاعدة بيانات كرة القدم.إي يو (الإنجليزية)